# Onychodactylus pyrrhonotus
Onychodactylus pyrrhonotus — вид хвостатих земноводних родини кутозубих тритонів. Описаний у 2022 році.

## Назва
Видова назва pyrrhonotus перекладається з грецької як вогненобокий.

## Поширення
Ендемік Японії. Поширений у центральній частині острова Хонсю.